# Chliara imperialis
Chliara imperialis är en fjärilsart som beskrevs av Walker 1857. Chliara imperialis ingår i släktet Chliara och familjen tandspinnare. Inga underarter finns listade i Catalogue of Life.